# San Juan, Argentina
San Juan, Argentina  là một thành phố nằm trong tỉnh San Juan của Argentina. Thành phố San Juan, Argentina có diện tích km2, dân số theo ước tính năm 2009 là 453.000 người. Đây là thành phố lớn thứ 10 tại Argentina. San Juan nằm trong thung lũng Tulum, phía tây của sông San Juan, với độ cao trung bình 650 m (2.133 foot) trên mực nước biển, dân số trong vùng đô thị khoảng 500.000 người.
Đó là một thành phố hiện đại với đường phố rộng và con đường được vẽ với vỉa hè rộng và cây xây gồm các loài khác nhau được tưới bằng hệ thống kênh, mà từ đó nó bắt nguồn thị trấn ốc đảo biệt danh của nó.
Nó có một cơ sở hạ tầng nhà ở và giao thông vận tải quan trọng. Nó làm nổi bật các tòa nhà hiện đại và môi trường xung quanh, đập hồ chứa và Ullum, spa, viện bảo tàng, các đồn điền lớn của cây nho, và các loại khác nhau của nông nghiệp, với rượu vang là quan trọng nhất.